# Aricoris chilensis
Aricoris chilensis is een vlindersoort uit de familie van de prachtvlinders (Riodinidae), onderfamilie Riodininae.
Aricoris chilensis werd in 1865 beschreven door C. & R. Felder.